# Dave Draper
David Draper (Secaucus, Nueva Jersey; 16 de abril de 1942-30 de noviembre de 2021) fue un fisicoculturista, actor y autor estadounidense. Su apodo era “The Blond Bomber”. Medía 1,83 m de alto y competía con pesos de alrededor de 102 kg.

## Biografía
Nació en Secaucus, Nueva Jersey. Empezó a entrenarse con pesas cuando tenía diez años y al cumplir los doce ya era un buen hábito que había adquirido; esto ocurría a mediados de los años 50.
En el instituto participó en lucha, gimnasia y natación. Aun así, lo que más le gustaba era el entrenamiento con pesas. 
En sus comienzos, dijo: “No había ningún tipo de soporte o inspiración de una sociedad que te consideraba estúpido o egoísta y probablemente un mariquita”. A los 21 años ganó el título de “Mr. Nueva Jersey”. Seis meses después se trasladó a Santa Mónica (California). Allí estuvo trabajando por la “Weider Barbell Comany” hasta 1969. Durante este periodo también participó en películas. Entrenaba en el gimnasio “The Dungeon”, que describía como “un refugio grande y espantoso en la quinta de la 4ª y Broadway”.
Luego, también entrenó en el gimnasio “Gold’s”. Sus compañeros de entrenamiento incluían a Frank Zane, Arnold Schwarzenegger, Franco Columbu y Mike Katz. Escribía en una publicación semanal gratuita enviada por correo electrónico y publicada en su página Web desde 1999.

### Competiciones
- 1962 Mr. Nueva Jersey
- 1965 IFBB Mr. America “Tall Class & Overall, 1st”
- 1966 IFBB Mr. Universo “Tall Class & Overall, 1st“
- 1967 Mr. “Olympia 4th”
- 1970 AAU Mr. “World 3rd”
- 1970 IFBB Mr. “World Tall & Overall, 1st”
- 1970 NABBA Mr. “Universe Tall, 3rd”

### Actor
Apariciones en pantalla
- AWho's Been Sleeping in My Bed? (1963)
- Lord Love a Duck (1966) como Billy Gibbons
- Three on a Couch (1966)
- Walk Don't Run (1966) como Swedish athlete
- Don't Make Waves (1967) como Harry Hollard

Apariciones en televisión como invitado
- The Beverly Hillbillies, Interpretándose a sí mismo: "Mr. Universe Muscles In"—25 de octubre de 1967
- The Monkees, interpretando a Bulk, en “I was a 99 Pound Weakling” 16 de octubre de 1967 (Temporada 2, Episodio 6)
- Here Come the Brides en el episodio: "Lorenzo Bush"—19 de diciembre de 1969